# N324 (België)
De N324 is een gewestweg in België tussen Middelkerke (N318) en Wilskerke (N325). De weg is ongeveer 4 kilometer lang.
De gehele weg bestaat uit twee rijstroken voor beide rijrichtingen samen.

## Plaatsen langs N324
- Middelkerke
- Wilskerke